# Thomas Griffith Taylor
Thomas Griffith "Grif" Taylor (1 de diciembre de 1880-5 de noviembre de 1963) fue un geógrafo, antropólogo y explorador inglés. Sobrevivió a la "Expedición Terra Nova" del Capitán Robert Scott a la Antártida (1910–1913).

## Expedición a la Antártida
El explorador Robert Falcon Scott contrato a Taylor para participar en la Expedición Terra Nova a la Antártida. Scott buscaba formar un grupo experimentado, y designó a Taylor geólogo de la expedición. También se acordó que Taylor sería el representante del servicio meteorológico, a causa de los efectos que las condiciones climáticas en la Antártida tienen sobre el clima en Australia.

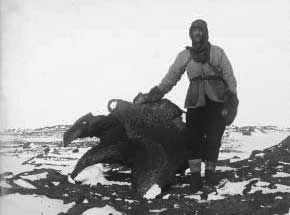
Thomas Griffith Taylor, al sur este de Hut Point cerca del Cabo Evans, Antártida, 15 de octubre de 1911
Imagen: National Library of Australia.

Taylor fue líder del exitoso equipo geológico, responsable por realizar los primeros mapas e interpretaciones geológicas de zonas relevantes de la Antártida. En enero de 1911, lideró la expedición a la zona costera al oeste del Estrecho de McMurdo, en una región entre los Valles secos de McMurdo y el Glaciar Koettlitz. En noviembre de 1911 lideró una segunda expedición dedicada a la región Granite Harbour aproximadamente a unos 80 km al norte de Butter Point. Mientras, Scott lideró un grupo de cinco personas en un viaje al Polo Sur, en una carrera para llegar antes que la expedición del noruego Roald Amundsen. Llegaron al polo en enero de 1912, y allí encontraron una carpa dejada por Amundsen conteniendo un mensaje en el que se informaba que ellos habían llegado al polo cinco semanas antes. Todo el grupo de Scott falleció durante el viaje de regreso, muriendo a solo 17 km de su destino.
El grupo de Taylor debía ser recogido por el barco de suministros Terra Nova el 15 de enero de 1912, pero el barco no pudo llegar hasta ellos. Ellos esperaron hasta el 5 de febrero antes de caminar hacia el sur, y fueron rescatados del hielo el 18 de febrero. Taylor partió de la Antártida en marzo de 1912 a bordo del Terra Nova, desconociendo el final del grupo de Scott. Los especímenes geológicos de las dos expediciones fueron cargados en el Terra Nova en enero de 1913. Ese año, Taylor recibió la medalla polar del Rey y fue designado miembro de la Royal Geographical Society de Londres.
Las investigaciones que realizó Taylor sobre aspectos fisiográficos y geomorfológicos de la Antártida hicieron fuera designado en 1916 doctor por la Universidad de Sídney. Fue designado profesor asociado de geografía en 1921, siendo nombrado jefe del Departamento de Geografía de la universidad. Taylor no estaba de acuerdo con la política blanca australiana del gobierno, que tenía por objetivo solo permitir la inmigración de personas blancas a Australia. Taylor sostenía que los recursos agrícolas de Australia eran limitados y que ello compuesto con factores ambientales haría que Australia fuera incapaz de poder alcanzar el objetivo de contar con una población de 100 millones que algunos habían predicho en forma optimista. Taylor afirmaba que a causa de factores climáticos, era más conveniente que el interior de Australia fuera colonizado por personas mongoloides de cráneos grandes que se encontraban mejor adaptados a dicho ambiente. A causa de sus opiniones sobre el desarrollo futuro de Australia fue muy criticado y tildado de antipatriota. Un libro de texto de su autoría fue prohibido en las escuelas por el consejo de educación de Western Australia.